# Cross-Country Short Track
Der Cross-Country Short Track, auch Cross-Country Shortrace oder Cross-Country Kurzstrecke (Abk. XCC) ist die jüngste Disziplin des Mountainbike-Cross-Country.  Die Disziplin ist vergleichbar dem Cross-Country (olympisch) (XCO), die Rundenlänge und die Renndauer sind jedoch deutlich kürzer und fordern von den Fahrern andere Leistungsspitzen und mehr Risiko. Das neue Format ermöglicht enge und taktische Rennen und macht dadurch das Cross-Country attraktiver für Zuschauer und TV. Nach der Vorstellung im Jahr 2017 wurde der Cross-Country Short Track zur Saison 2018 durch die UCI als neue Disziplin offiziell anerkannt und in den Cross-Country Weltcup aufgenommen. Die Premiere im fand am 18. Mai 2018 in Albstadt statt, erster Sieger bei den Männern war Mathieu van der Poel. 2021 wurden erstmals Weltmeister im Cross-Country Short Track ermittelt.

## Reglement
Cross-Country Short Track-Rennen werden auf einen Rundkurs mit einer Streckenlänge bis zwei Kilometer Länge ausgetragen, so dass für eine Runde zwischen zwei und drei Minuten benötigt werden. Ein Rennen soll 20 bis 30 Minuten dauern, was einer Renndistanz von etwa 10 Runden entspricht. Der Kurs selbst soll 100 Prozent befahrbar, breit und flüssig sein, ohne Singletrail-Passagen oder spezielle „Features“ und ein Überholen auf der gesamten Strecke erlauben.
Ein Rennen beginnt mit einem Massenstart, Sieger ist wer nach Absolvieren der kompletten Renndistanz als Erster die Ziellienie überquert.
Teilnahmeberechtigt sind jeweils 40 Frauen und 40 Männer. Bei Weltcuprennen sind die 16 Besten der aktuellen Weltcup-Gesamtwertung und die 24 Besten aus der aktuellsten Weltrangliste qualifiziert. Bei freien Plätzen (z. B. bei Ausfall oder Nichtmeldung eines Athleten oder einer Athletin oder wenn ein Athlet oder eine Athletin sowohl über das Ranking als auch den Weltcup qualifiziert ist) rücken die nächsten in der Weltrangliste nach.
Um einer Spezialisierung vorzubeugen und/oder dem Einsatz von speziellen Rädern etc. entgegenzuwirken, müssen bei Weltcuprennen die gleichen Rahmen benutzt werden, die auch beim folgenden Cross-Country (XCO) gefahren werden. Die minimale Reifenbreite ist auf 45 Millimeter begrenzt. Eine Reparatur darf während des Rennens in speziellen Technischen Zonen durchgeführt werden.
Für Cross-Country Short Track-Rennen gibt es UCI-Punkte, die in das Ranking im Cross-Country einfließen. Rennen außerhalb des Weltcups und internationaler Meisterschaften sind grundsätzlich als Einzelrennen der class 3 eingestuft.
Im Weltcup gibt es seit der Saison 2022 für die Platzierung im Short Track die gleiche Anzahl Punkte wie in einem Rennen über die olympische Distanz (XCO). Seit der Saison 2022 gibt es auch eine Disziplinen-Wertung im Short Track, der Weltcup-Führende trägt bei den Weltcup-Rennen ein gesondertes Trikot.  Zusätzlich zählen die Punkte aus dem Short Track anteilmäßig (mit ca. ein Drittel) auch für das Klassement im Cross-Country (XCO). 

## Wettkämpfe
Im Weltcup ist der Cross-Country Short Track seit 2018 fester Bestandteil der Wertung im Cross-Country. Der Short Track ist dabei eine Art Prolog für das Hauptrennen über die olympische Distanz (XCO), bei dem die Startaufstellung für die ersten beiden Startreihen des Hauptrennens ermittelt wird. Seit der Saison 2023 gibt es auch gesonderte Weltcup-Rennen für die U23.
Der Rennkalender der UCI beinhaltet weitere Einzelrennen, die meist auch in Verbindung mit einem Wettkampf über die olympische Distanz oder einen Wettkampf im Cross-Country Eliminator (zum Beispiel im Rahmenprogramm des UCI-Mountainbike-Eliminator-Weltcups) organisiert werden.
Die Weltmeisterschaftsrennen werden im Rahmen der UCI-Mountainbike-Weltmeisterschaften ausgetragen.